# Lakeland (Minnesota)
Lakeland è una città degli Stati Uniti d'America, situata in Minnesota, nella contea di Washington.